# Bahía Fox
Bahía Fox, también denominado Bahía Zorro, Bahía de los Zorros o bien Fox Bay, es el nombre que reciben en conjunto los establecimientos Bahía Fox Este y Bahía Fox Oeste, ubicados a ambos lados de la bahía del mismo nombre en la costa sudeste de la isla Gran Malvina del archipiélago de las islas Malvinas.
Ambos establecimientos combinados suman más población que Puerto Mitre (o Howard), el más poblado de la isla Gran Malvina. Su nombre se debe, como el del río Warrah, al extinto guará o zorro malvinense.

## Características
Las casas de Bahía Fox Este están dispersas alrededor de un casco común. Hay una escuela (de tan sólo 15 alumnos y 4 profesores), una tienda y una oficina postal que fue fundada en la década de 1890. Hay también una estación de abastecimiento de combustible para helicópteros de la Real Fuerza Aérea británica.
Bahía Fox tiene dos pistas aéreas utilizadas por aviones Islander del Servicio Aéreo del Gobierno de las Islas Malvinas.
El establecimiento Oeste fue alguna vez tan grande como el Este, pero desde que la granja fue subdividida y vendida en 1985, el número de residentes ha disminuido. Hasta la década de 1990, el paso entre los dos establecimientos era «tan malo que a menudo se hacía impasable en los meses de invierno»., pero un camino utilizable en toda condición climática fue construido a principios de la década de 1990, mejorando las comunicaciones entre los dos establecimientos. Fue uno de los primeros caminos construidos en la isla Gran Malvina.

## Historia
Louis Baillon, el jugador olímpico de hockey sobre césped, nació en Bahía Fox el 5 de agosto de 1881.
El establecimiento Este fue comprado por el gobierno colonial británico de las Malvinas a Packe Brothers en 1983. El resto de la granja fue dividida en tres y vendida.
Desde la década de 1880 hasta 1972, Puerto Darwin y Bahía Fox tenían sus propios médicos. Hoy en día, la mayoría de la atención médica se basa en Puerto Argentino/Stanley.
«Bahía Fox Oeste» fue subdivido y vendido por la Falkland Islands Company en 1985.
Las empresas han incluido una huerta, una granja de peces (salmón) y una fábrica textil.

### Guerra de las Malvinas
El Ejército Argentino estableció una fuerza de tareas compuesta por el Regimiento de Infantería 8 al mando del teniente coronel Ernesto Repossi y la Compañía de Ingenieros 9 al mando del mayor Oscar Minorini Lima. Los militares argentinos sembraron un número importante de minas.
Bahía Fox fue objeto de bombardeos aéreos y navales. Las bajas fueron pocas. El buque ARA Bahía Buen Suceso (B-6) quedó encallado tras sufrir un bombardeo.
Los militares argentinos enviaron a un grupo de 14 isleños desde Puerto Argentino.
La fragata HMS Avenger y el 40 Comando invadieron Bahía Fox el 15 de junio de 1982. Los malvinenses británicos conmemoran esto como el día de la liberación. Los isleños erigieron un monumento en 2007 conmemoran los 25 años de la victoria británica.